# Болбот, Ануфрий Викентьевич
Ануфрий Викентьевич Болбот (24 июня 1920, Добринка, Омская губерния — 27 декабря 1995, Москва) — советский авиаконструктор, заместитель министра авиационной промышленности СССР, доктор технических наук, Герой Социалистического Труда.

## Биография

### Ранние годы
Родился 24 июня 1920 года в семье крестьян-латгальцев, добровольных переселенцев в Сибирь, приехавших в село Добринское около 1902 года. Получил хорошее домашнее и школьное образование, позволившее поступить и закончить в 1942 году технический авиационный вуз.

### Работа в авиационной промышленности

Слева направо: А. Я. Белолипецкий, А. В. Болбот, О. К. Антонов

Работу в авиационной промышленности СССР начал в филиале завода № 115 в Новосибирске. С 1956 до 1964 заместитель, затем первый заместитель генерального конструктора О. К. Антонова. В 1964 году назначен начальником 6-го главного управления Государственного комитета по авиационной технике СССР, а позднее многие годы работал заместителем министра авиационной промышленности СССР.
В связи с вступлением СССР в ИКАО (в 1970 году) Болбот возглавил правительственную Комиссию по делам ИКАО. Его заместителем стал один из руководителей Лётно-исследовательского института М. А. Тайц. В этот период оба они внесли внесли значительный вклад в создание и становление отечественной системы сертификации гражданских самолётов и вертолётов.

### Смерть
Ануфрий Викентьевич Болбот жил в Москве. Он умер 27 декабря 1995 года, похоронен на Хованском кладбище.

## Награды и звания
- Герой Социалистического Труда (03.09.1981, золотая медаль «Серп и Молот» № 19946)
- Лауреат Сталинской премии II степени (1952)
- Орден Ленина (трижды, 22.07.1966, 03.04.1975 и 03.09.1981)
- Орден Трудового Красного Знамени (дважды, 12.07.1957 и 25.10.1971)
- Медаль «За доблестный труд. В ознаменование 100-летия со дня рождения Владимира Ильича Ленина»(1970)
- Медаль «За доблестный труд в Великой Отечественной войне 1941—1945 гг.» (1945)
- Медаль «Двадцать лет Победы в Великой Отечественной войне 1941—1945 гг.»(1965)
- Медаль «Тридцать лет Победы в Великой Отечественной войне 1941—1945 гг.» (1975)
- Медаль «Сорок лет Победы в Великой Отечественной войне 1941—1945 гг.» (1985)
- Медаль «50 лет Победы в Великой Отечественной войне 1941—1945 гг.» (1995)
- Медаль «За укрепление боевого содружества» (1980)
- Медаль «Ветеран труда» (1980)